# Reticle cristal·lí

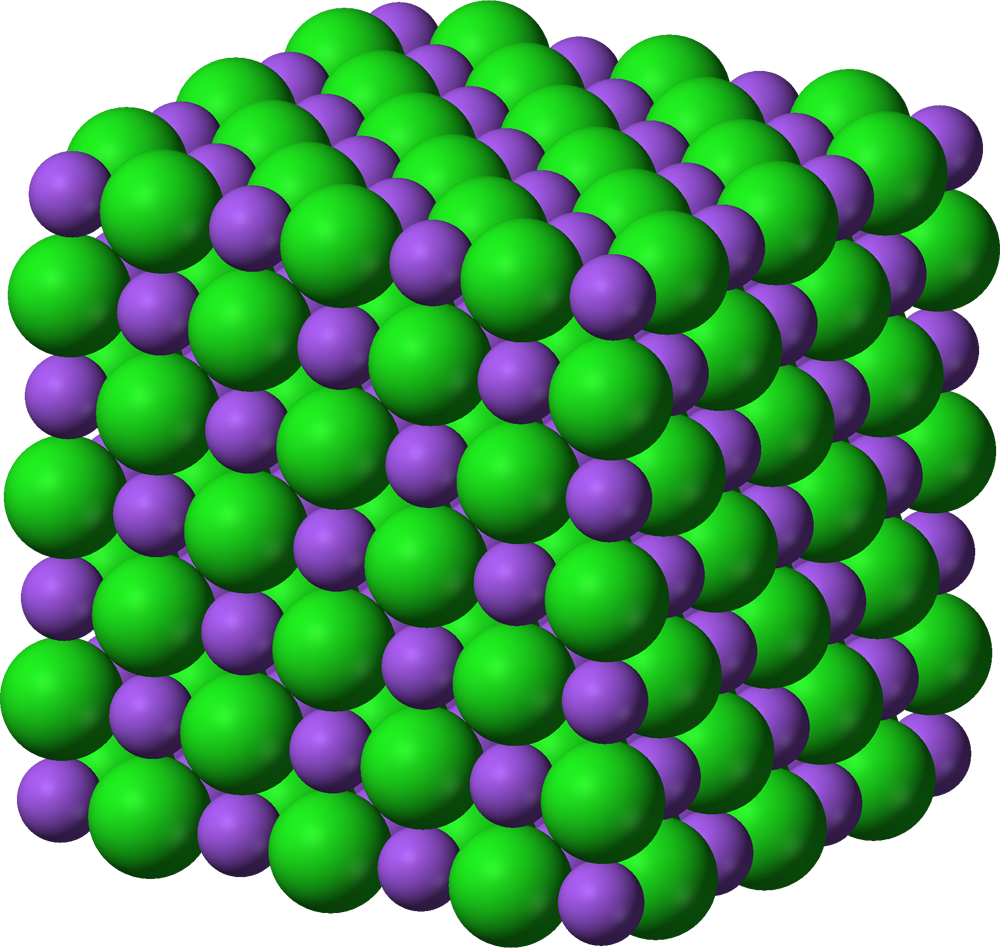
Estructura cristal·lina del clorur de sodi

El reticle cristal·lí és una abstracció deduïda d'un cristall per representar l'esquema de repetició que es manifesta en aquest. Cada reticle està format per un nombre determinat de cel·les unitàries.
Cada cel·la unitària del cristall està formada pels mateixos punts en llocs idèntics i les mateixes posicions relatives. El contingut de la cel·la és el motiu repetitiu del qual està constituït el cristall. Una sola cel·la porta tota la informació estructural del cristall. Aquestes cel·les i els reticles cristal·lins permeten visualitzar l'estructura d'un cristall.

## Història
El 1850 Auguste Bravais va estudiar el que avui en dia es coneix com a Xarxa de Bravais, que representa un conjunt infinit de punts discrets en l'espai tridimensional. Aquests poden ser átoms, ions o cadene de polímers, llavors el concepte de Xarxa de Bravais s'utilitza per definir formalment una disposició cristal·lina i les seves fronteres.
El 1914 el físic alemany Max Von Laue va guanyar el premi Nobel pel seu descobriment de la Cristal·lografia de raigs X, una tècnica amb la qual es pot determinar la disposició dels àtoms en un cristall.

## Tipus estructurals
Segons la disposició en l'espai dels components del reticle cristal·lí es troben els següents tipus estructurals :
- Estructures de coordinació: Són xarxes tridimensionals infinites, no es poden reconèixer associacions d'àtoms delimitades.
- Xarxes en capa: Els components del reticle están disposats en dos capes.
- Estructures fibroses: Els components es troben disposats en cadenes.
- Estructures moleculars: Xarxa composta per molècules.[2]

## Anàlisi gravimètrica
Els precipitats cristalins es consideren els millors precipitats gravimetrics, ja que són més purs, fàcils de rentar i filtrar que no pas els constituïts per partícules col·loïdals. La mida dels cristalls i la seva puresa es poden augmentar per envelliment d'aquests en contacte amb les aigües mare de les que van precipitar. Un sòlid en contacte amb la dissolució saturada dels seus ions es dissol i es recristal·litza contínuament. Amb la recristal·lització el cristall es purifica perquè s'eliminen els ions coprecipitats. Dintre de la coprecipitació s'inclou el fenomen de formació de cristalls mixtes. En la formació d'un reticle cistal·lí poden intervenir ions estranys, substituint en el cristall algun dels ions de la substància que es vol que cristal·litzi. Aquest tipus de cristal·lització conjunta té lloc en substàncies isomorfes.

## Punt de fusió
La fusió és el canvi des d'una disposició molt ordenada de les partícules en el reticle cristal·lí, a la disposició més desordenada que caracteritza als líquids. La fusió es produeix quan s'arriba a una temperatura a la qual l'energia tèrmica de les partícules és prou gran com per trencar les forces intracristal·lines que les mantenen en posición.
El punt de fusió no sol depèn de la mida de les molècues, sinó que també depèn del seu ajust en el reticle cristal·lí. Generalment els isómers cis tenen el punt d'ebullició més elevat que els trans, i degut a la seva menor simetría la seva disposició en el reticle cristal·lí és més imperfecta, per aquesta raó tenen un punt de fusió més baix.